# Orto botanico di Catania
L'orto botanico di Catania è un giardino botanico diretto dal Dipartimento di scienze biologiche, geologiche e ambientali dell'Università di Catania.
L'orto botanico è un'istituzione membro del Botanic Gardens Conservation International, con il codice d'identificazione internazionale CAT.

## Storia
La fondazione dell'orto botanico di Catania si deve al monaco bibliotecario benedettino Francesco Tornabene Roccaforte che, nominato titolare della cattedra di Botanica nel 1843, ottenne dalla Deputazione della Regia Università di Catania, un terreno da destinare a tale scopo, dalla precedente proprietà di Carmine Ferlito. All'opera di realizzazione collaborarono sia il futuro rettore Carlo Gemmellaro sia Lorenzo Maddem, al quale dal 1845 vennero affidate le problematiche tecniche.

L'orto botanico universitario, su progetto dell'architetto Mario Di Stefano, venne inaugurato nel 1858 ed oggi si estende su una superficie di circa 16.000 m² a 75 m s.l.m., su suoli in parte di origine vulcanica (lave di epoca romana) e in parte alluvionali.

### Cronologia dei prefetti
- 1858-1892 Francesco Tornabene
- 1892-1900 Pasquale Baccarini
- 1900-1901 Giuseppe Lopriore
- 1901-1906 Fridiano Cavara
- 1906-1923 Luigi Buscalioni
- 1923-1925 Giuseppe Grassi-Cristaldi
- 1926-1929 Emilio Chiovenda
- 1929-1931 Giuseppe Grassi-Cristaldi
- 1931-1940 Roberto Savelli
- 1940-1942 Albina Messeri
- 1942-1943 Roberto Corti
- 1943-1956 Gaetano Rodio
- 1956-1959 Valerio Giacomini
- 1959-1964 Ruggero Tomaselli
- 1964-1966 Renzo Scossiroli
- 1966-1972 Fulvio Ranzoli
- 1972-1973 Franco Pedrotti
- 1973-1983 Francesco Furnari
- 1983-1984 Blasco Scammacca
- 1984-1987 Salvatore Brullo
- 1987-1997 Francesco Furnari
- 1997-.... Pietro Pavone

## Descrizione

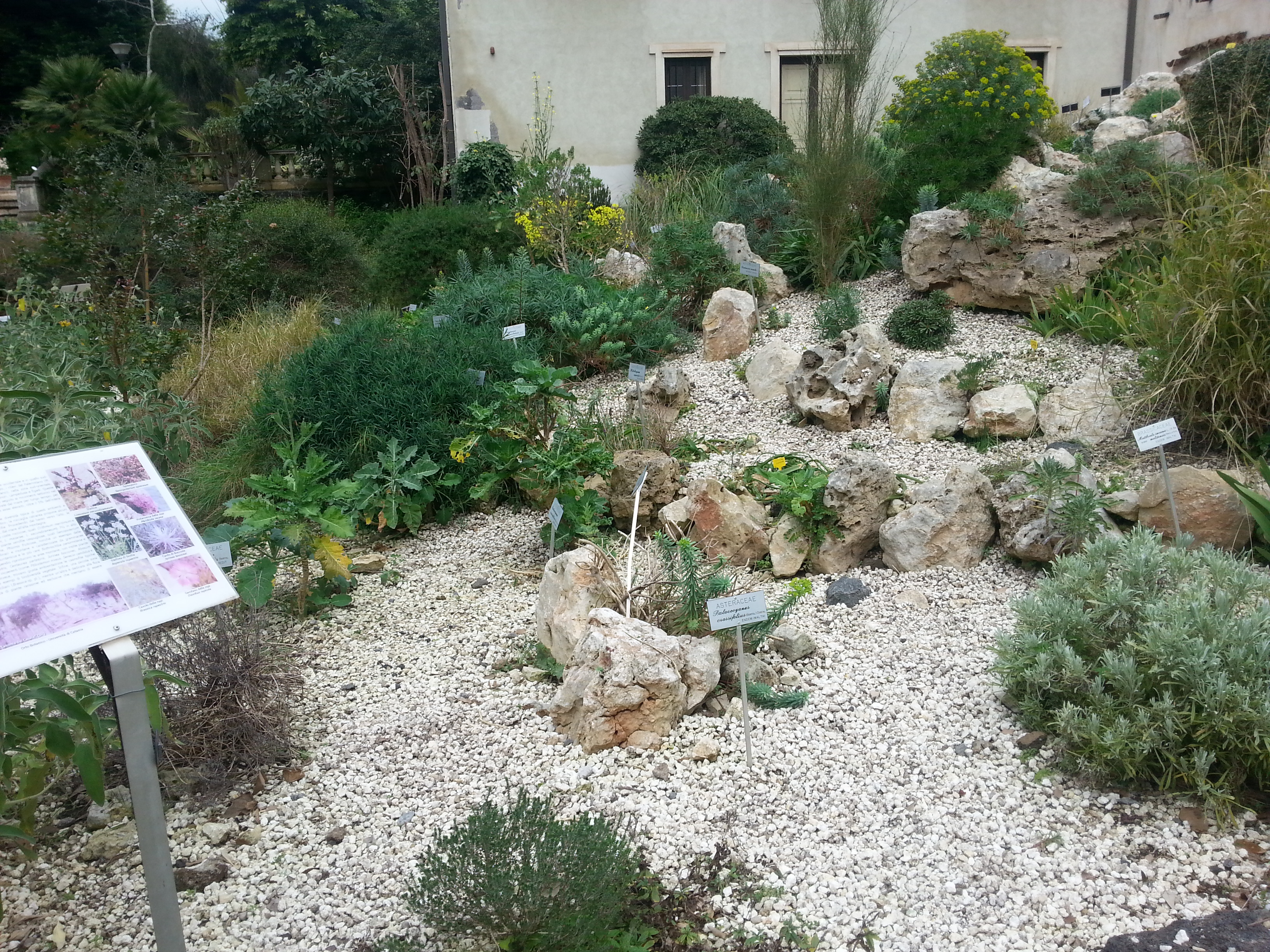
Un angolo dellHortus Siculus.

L'area è suddivisa in Hortus Generalis (13.000 m²), caratterizzato dalla presenza di piante esotiche, ed Hortus Siculus (3000 m²), destinato alla coltivazione di specie spontanee siciliane.
L'Hortus Generalis, in stile formale o "all'italiana", è diviso da viali ortogonali in ventidue settori geometrici delimitati da larghi gradini in pietra calcarea da taglio; la regolarità delle forme è accentuata dalla presenza di tre vasche circolari, utilizzate per la coltivazione delle piante acquatiche.
L'edificio monumentale è stato realizzato in stile neoclassico dall'architetto Di Stefano con eleganti colonne ioniche e soffitti a cassettoni. Alle rigorose linee architettoniche fanno da contrappunto due maestose Dracaena draco, comunemente note come albero del drago. Nell'Hortus Generalis si possono inoltre ammirare la ricca collezione di palme e l'affascinante settore delle piante succulente.
Il Tepidarium (grande serra) custodisce oggi oltre 160 specie vegetali tra piante ornamentali e di interesse alimentare come quella del caffè e della papaia. La vasca centrale ospita le delicate ninfee. La grande serra, voluta dallo stesso Tornabene, fu realizzata in ferro e cristalli ad imitazione della Serra Carolina dell'Orto botanico di Palermo. All'indomani della seconda guerra mondiale venne demolita (1958) a causa dei forti danni subiti durante i bombardamenti. È stata recentemente ricostruita, con la medesima struttura architettonica dell'originaria e inaugurata nel 2008. In prossimità del Tepidario si trovano due piccole serre destinate alla coltivazione delle piante succulente.
L'Hortus Siculus, con la sua collezione di piante spontanee dell'isola, rappresenta un'oasi di tutela e conservazione di specie rare e a rischio di estinzione come la Zelkova sicula. In aree diversificate sono stati riprodotti alcuni ambienti tipici mediterranei (ambiente dunale, roccaglie, ambienti umidi, bosco, macchia) che ripropongono in piccola scala il paesaggio siciliano. Fu realizzato nel 1865, grazie al lascito del catanese Mario Coltraro, che espresse la volontà di adibire l'area donata per la coltivazione delle specie della flora spontanea isolana. Da allora non è stata possibile alcuna ulteriore espansione del giardino scientifico a causa del rapido sviluppo della città.

## Collezioni

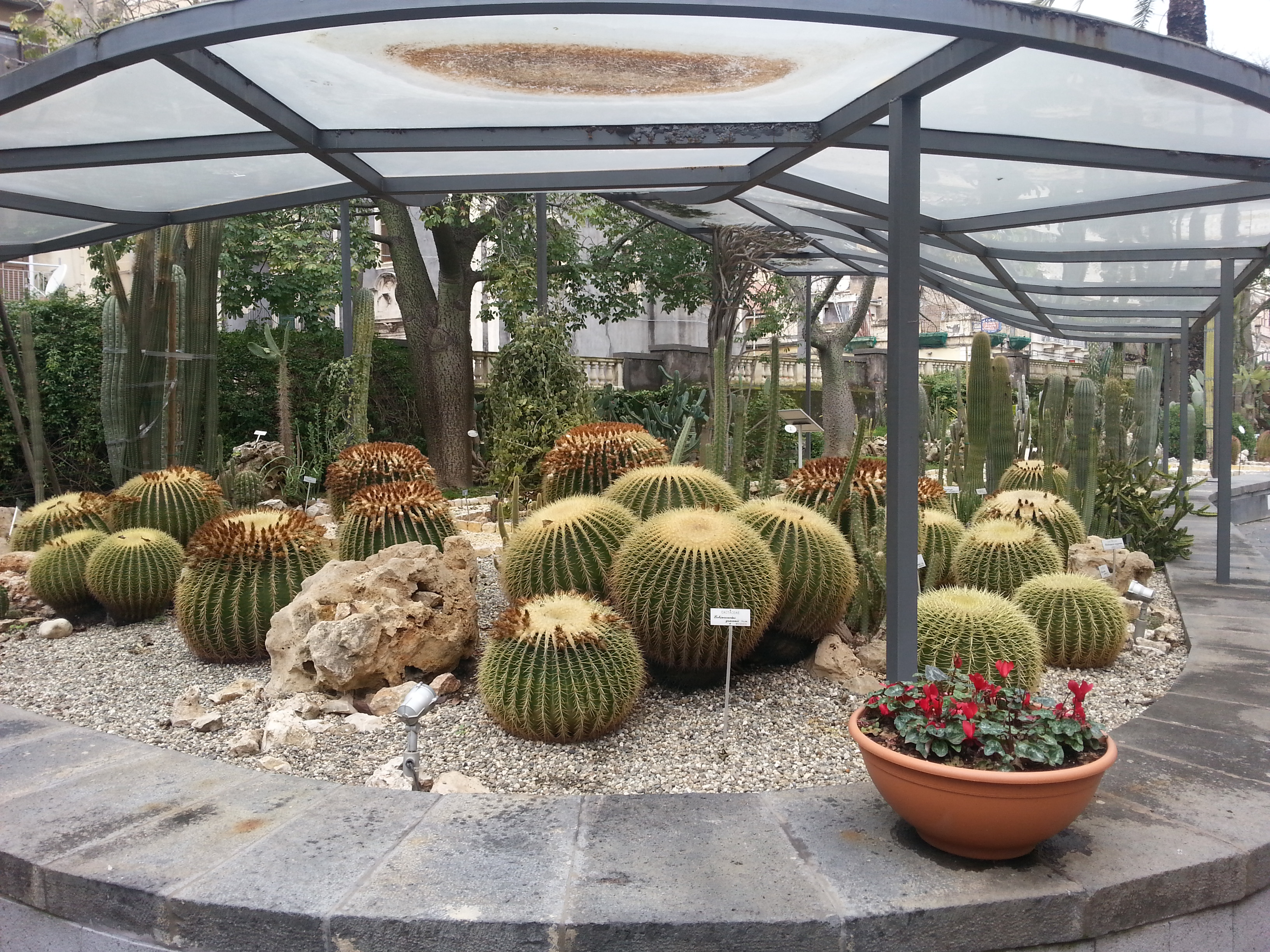
La collezione di piante succulente.

Le principali collezioni dell'orto sono le seguenti:
Piante succulente
La collezione, creata da Tornabene, comprende oltre 2.000 specie, principalmente Cactaceae, Euphorbiaceae e Aizoaceae. Di particolare interesse sono Astrophytum capricorne, Blossfeldia liliputana, Cereus spp., Echinocactus grusonii, Leuchtenbergia principis, Lophophora williamsii, Mammillaria herrerae, Mammillaria schiedeana, Mammillaria theresae, Melocatus jansenianus, Roseocactus fissuratus, e Toumeya papyracantha, ma anche Euphorbia abyssinica, Euphorbia candelabrum, Euphorbia trigona, Euphorbia caerulescens, Euphorbia resinifera, Apteranthes europaea, Crassula brevifolia, Crassula falcata e Stapelia spp.
Palme
Comprende circa 50 specie dei generi Arecastrum, Arykuryroba, Butia, Chamaedorea, Chamaerops, Erithea, Howea, Livistona, Phoenix, Sabal, Trithrinax, Trachycarpus, Washingtonia. Di particolare interesse Arecastrum romanzoffianum, Butia eriospatha, Brahea dulcis, Dypsis onilahensis, Jubaea chilensis, Medemia argun, Rhopalostylis sapida, Pritchardia hillebreii, Sabal acauli, Trithrinax campestris, Trithrinax brasiliensis, Wallichia densiflora e Washingtonia robusta.
Endemismi siculi
Numerose specie tra le quali Abies nebrodensis, Anthemis ismelia, Brassica spp., Celtis tournefortii subsp. aetnensis, Centaurea tauromenitana, Cremnophyton lanfrancoi, Darniella melitensis, Paleocyanus crassifolius, Salix gussonei, Scilla cupanii, Scilla dimartinoi, Scilla sicula, Senecio ambiguus e Zelkova sicula.
Alberi e arbusti
Bupleurum fruticosum, Ceratonia siliqua, Chamaerops humilis, Cistus creticus, Dracaena draco, Erica multiflora, Fontanesia phillyraeoides, Myrtus communis, Quercus ilex, Phillyrea angustifolia, Pinus pinea, Pistacia lentiscus, Populus alba, Ulmus canescens e Vitex agnus-castus.
Specie esotiche
Agathis australis, Agave americana, Ceratozamia mexicana, Rhaphiolepis bibas, Macrozamia moorei, Morus alba e Prunus armeniaca.